# Brancuccia
Brancuccia is een geslacht van kevers uit de familie  
kniptorren (Elateridae).
Het geslacht is voor het eerst wetenschappelijk beschreven in 1991 door Schimmel & Platia.

## Soorten
Het geslacht omvat de volgende soorten:
- Brancuccia atramentaria Schimmel & Platia, 1991
- Brancuccia bengalensis Schimmel, 2006
- Brancuccia cava Schimmel & Platia, 1991
- Brancuccia flava Schimmel & Platia, 1991
- Brancuccia horaki Schimmel, 1996
- Brancuccia janvisai Schimmel, 1993
- Brancuccia kubani Schimmel, 2006
- Brancuccia mirifica Schimmel & Platia, 1991